# Triepeolus antiguensis
Triepeolus antiguensis är en biart som beskrevs av Cockerell 1949. Triepeolus antiguensis ingår i släktet Triepeolus och familjen långtungebin. Inga underarter finns listade i Catalogue of Life.